# Román García Rodrigo
Román García Rodrigo (Burgos, 1933-Burgos, 27 de mayo de 2013) fue un pintor español, especialista en retratos y bodegones. 

## Biografía
Su padre fue el pintor Leoncio García y su tío el también pintor Fortunato Julián. Su única formación artística, fuera del ámbito familiar, la recibió en la Academia Provincial de Dibujo de Burgos, situada en el Consulado del Mar. Estuvo muy influido por artistas clásicos como Diego Velázquez, El Greco y, especialmente, por Rembrandt, del que imitó su técnica de la veladura, por lo que recibió el sobrenombre popular de Rembrandt de Castilla, con el que fue conocido en el ámbito local. También sentía aprecio por el expresionismo abstracto de la década de los 50. Sus primeras obras fueron acuarelas, pero después se dedicó al óleo.
Además de los retratos y bodegones también ilustró varios anuncios de la prensa del momento, diseñó los envoltorios de distintos productos de la fábrica Cellophane, creó carrozas para la cabalgata de fiestas de su ciudad natal o realizó escenografías y marionetas para la compañía de títeres de José Luis Karraskedo. También, en 1980, se encargó de restaurar los gigantillos y gigantones de las fiestas de Burgos.
Hizo su primera exposición en 1958, en la sala del Teatro Principal de Burgos, y la siguiente en una galería de Bilbao. Entre abril y julio de 2014 se organizó una exposición retrospectiva titulada Román, pintura y dibujo (1933-2013) en el Fórum Evolución de Burgos, comisariada por el historiador del arte José Matesanz del Barrio, quien anteriormente también había publicado una monografía sobre el artista.
Estuvo casado con María Teresa Pérez del Olmo, quien le sobrevivió y murió en Castellón el 5 de mayo de 2023, a los 92 años.

## Homenajes
En 2021 en Ayuntamiento de Burgos decidió dar su nombre a unos jardines del Bulevar del Ferrocarril. Se inauguraron el 4 de marzo de 2022, en un acto presidido por el alcalde Daniel de la Rosa.